# القاسمیه (ریف دمشق)
القاسمیه (به عربی: القاسمية) یک روستا در سوریه است که در النشابیه واقع شده‌است.
 القاسمیه  ۳٬۵۱۸ نفر جمعیت دارد.